# Triebischtal (Klipphausen)

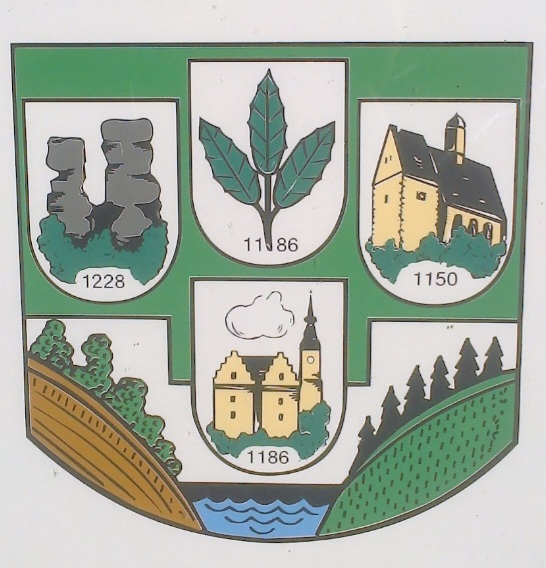
Wappen Triebischtal

Triebischtal war eine Gemeinde im sächsischen Landkreis Meißen. Sie schloss sich am 1. Juli 2012 mit der Gemeinde Klipphausen unter deren Namen zusammen.

## Geographie
Die Gemeinde lag im namensgebenden Triebischtal und den umliegenden Höhenzügen. Sie befand sich inmitten des östlichen Ausläufers des Erzgebirgsvorlandes zwischen dem Osterzgebirge und der Lommatzscher Pflege.
Angrenzende Gemeinden waren Reinsberg, Käbschütztal, Klipphausen, Meißen, Nossen und Wilsdruff.
Vor ihrer Auflösung bestand die Gemeinde Triebischtal aus 20 Ortsteilen. Die Gemeindeverwaltung befand sich im Ortsteil Miltitz.
| - Burkhardswalde - Garsebach - Groitzsch - Kettewitz - Kobitzsch - Miltitz - Munzig | - Perne - Piskowitz - Robschütz - Roitzschen - Rothschönberg - Schmiedewalde - Seeligstadt | - Semmelsberg - Sönitz - Tanneberg - Taubenheim - Ullendorf - Weitzschen |

## Geschichte
Triebischtal entstand am 1. März 1994 durch den Zusammenschluss der drei Gemeinden Burkhardswalde-Munzig, Garsebach und Miltitz. Am 1. Januar 1999 kam Tanneberg hinzu, Taubenheim folgte am 1. November 2003.
Im Jahr 2011 einigten sich die Gemeinden Triebischtal und Klipphausen, sich freiwillig zu einer größeren Gemeinde zusammenzuschließen. Gründe für den Zusammenschluss waren vor allem die bessere Haushaltslage der Gemeinden sowie die vom Freistaat Sachsen ausgezahlte „Hochzeitsprämie“, die bei freiwilligen Gemeindezusammenschlüssen eine Zahlung von 100 Euro pro Einwohner für die ersten 5000 Einwohner bedeutet. Der Zusammenschluss wurde am 1. Juli 2012 wirksam.
Detaillierte Übersicht über die Eingemeindungen der Orte:

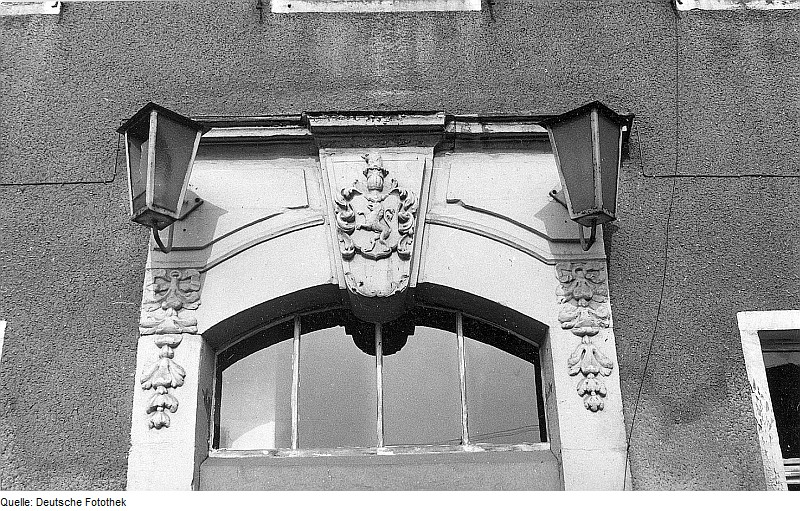
Portal am Herrenhaus von Alttanneberg

| Ehemalige Gemeinde    | Datum            | Anmerkung                                                   |
| --------------------- | ---------------- | ----------------------------------------------------------- |
| Alttanneberg          | 1. Juli 1910     | Zusammenschluss mit Neutanneberg zu Tanneberg               |
| Burkhardswalde        | 1. Januar 1973   | Zusammenschluss mit Munzig zu Burkhardswalde-Munzig         |
| Burkhardswalde-Munzig | 1. März 1994     |                                                             |
| Garsebach             | 1. März 1994     |                                                             |
| Groitzsch             | 1. Juli 1950     | Eingemeindung nach Burkhardswalde                           |
| Kettewitz             | 1. April 1938    | Eingemeindung nach Sönitz                                   |
| Kobitzsch             | 1. April 1937    | Eingemeindung nach Ullendorf                                |
| Miltitz               | 1. März 1994     |                                                             |
| Munzig                | 1. Januar 1973   | Zusammenschluss mit Burkhardswalde zu Burkhardswalde-Munzig |
| Neutanneberg          | 1. Juli 1910     | Zusammenschluss mit Alttanneberg zu Tanneberg               |
| Piskowitz             | 1. April 1938    | Eingemeindung nach Sönitz                                   |
| Robschütz             | 1. Juli 1950     | Eingemeindung nach Garsebach                                |
| Roitzschen            | 1. November 1935 | Eingemeindung nach Miltitz                                  |
| Roitzschwiese         | 1925             | Umgemeindung von Robschütz nach Roitzschen                  |
| Rothschönberg         | 1. Januar 1973   | Eingemeindung nach Tanneberg                                |
| Schmiedewalde         | 1. Juli 1950     | Eingemeindung nach Burkhardswalde                           |
| Seeligstadt           | 1. Juli 1950     | Eingemeindung nach Taubenheim                               |
| Semmelsberg           | 1. April 1939    | Eingemeindung nach Garsebach                                |
| Sönitz                | 1. Januar 1974   | Eingemeindung nach Taubenheim                               |
| Tanneberg             | 1. Januar 1999   |                                                             |
| Taubenheim            | 1. November 2003 |                                                             |
| Ullendorf             | 1. Juli 1950     | Eingemeindung nach Taubenheim                               |
| Weitzschen            | 1. April 1938    | Eingemeindung nach Sönitz                                   |

### Einwohnerentwicklung
Entwicklung der Einwohnerzahl (31. Dezember):
| Jahr | Einwohner |
| ---- | --------- |
| 1998 | 3360      |
| 1999 | 3376      |
| 2000 | 3350      |
| 2001 | 3362      |

| Jahr | Einwohner |
| ---- | --------- |
| 2002 | 3331      |
| 2003 | 4722      |
| 2004 | 4706      |
| 2007 | 4529      |

| Jahr | Einwohner |
| ---- | --------- |
| 2008 | 4453      |
| 2009 | 4393      |

* Gebietsstand vom 1. Januar 2004 (mit Taubenheim)

## Verkehr
Im Süden des ehemaligen Gemeindegebietes verläuft die A 4, die in diesem Bereich 1999 vom Tanneberger Loch auf die Hochfläche verlegt wurde. Sie ist über die Anschlussstelle Wilsdruff zu erreichen. Die südwestlich verlaufende A 14 erreicht man über die Anschlussstelle Nossen-Ost. Durch die Gemeinde führt die Bahnstrecke Borsdorf–Coswig.